# Tetiana Kotxerhinà
Tetiana Kotxerhinà   (Ovidiopol, 26 de març de 1956), de soltera Makarets (Макарець) és una ex-jugadora d'handbol ucraïnesa que va competir sota bandera soviètica entre les dècades de 1960 i 1980.
El 1976 va prendre part en els Jocs Olímpics de Mont-real, on guanyà la medalla d'or en la competició d'handbol. Quatre anys més tard, als Jocs de Moscou, revalidà la medalla d'or en la competició d'handbol.
En el seu palmarès també destaquen dues medalles de plata al Campionat del món d'handbol, el 1975 i 1978, i una de bronze al de 1973. Amb la selecció soviètica jugà un total de 133 partits en què marcà 616 gols. A nivell de clubs jugà principalment al Lokomotiv d'Odessa (1968-1970) i Spartak de Kíev (1970-1981). Amb aquest darrer equip guanyà les lligues soviètiques de 1972 a 1981, la copa soviètica de 1977 i la Copa d'Europa de 1973, 1975, 1977, 1979 i 1981.